# アントニア・デ・バニュエロス
アントニア・デ・バニュエロス（Antonia de Bañuelos y Thorndike、1855年7月17日 - 1921年）は、スペインの画家、彫刻家である。肖像画や風俗画を描いた。上院議員などを務めた父親の跡を継いで伯爵（Condado de Bañuelos）の称号をえた。

## 略歴
ローマで生まれた。 父親のミゲル・デ・バニュエロス(Miguel de los Santos de Bañuelos y Traval: 1855-1921)は、外交官でその後上院議員などとして働き、1868年に伯爵の称号を得た人物で、母親のマリア・アデリーナ・ソーンダイク（María Adelina Thorndike）は、貿易業で富を築いたアメリカ、マサチューセッツ州の富豪、イスラエル・ソーンダイク（Israel Thorndike: 1755–1832）の孫娘であった。
家族とスペインに移り、トゥルトーザやタラゴナ、マドリードで暮らし、父親はマドリードで国務省の副次官に選ばれ、1864年に国務次官に選ばれた。
パリで女性画家のための絵画教室を開いたフランスの画家シャルル・シャプランから絵を学び、1879年からパリの展覧会で作品を展示した。1889年のパリ万国博覧会の展覧会で銅メダルを受賞し、1887年と1890年のスペイン全国美術展でも入賞した。
1891年にスペインのサン・カルロス侯爵家（Marquesado de San Carlos）の息子で初代アルセド侯爵（Marquesado de Alcedo）となったフェルナンド（Fernando Quiñones de León y Francisco-Martín: 1858-1937）と結婚した。アントニア・デ・バニュエロスはスペイン国境に近いフランスのリゾート地のビアリッツで暮らした。1908年から1911年の間、バニュエロス伯爵の称号を継承した。
1905年にイギリスで出版されたウォルター・ショー・スパローの「Women Painters of the World」にクアントニア・デ・バニュエロスの作品は収録された。

## 作品

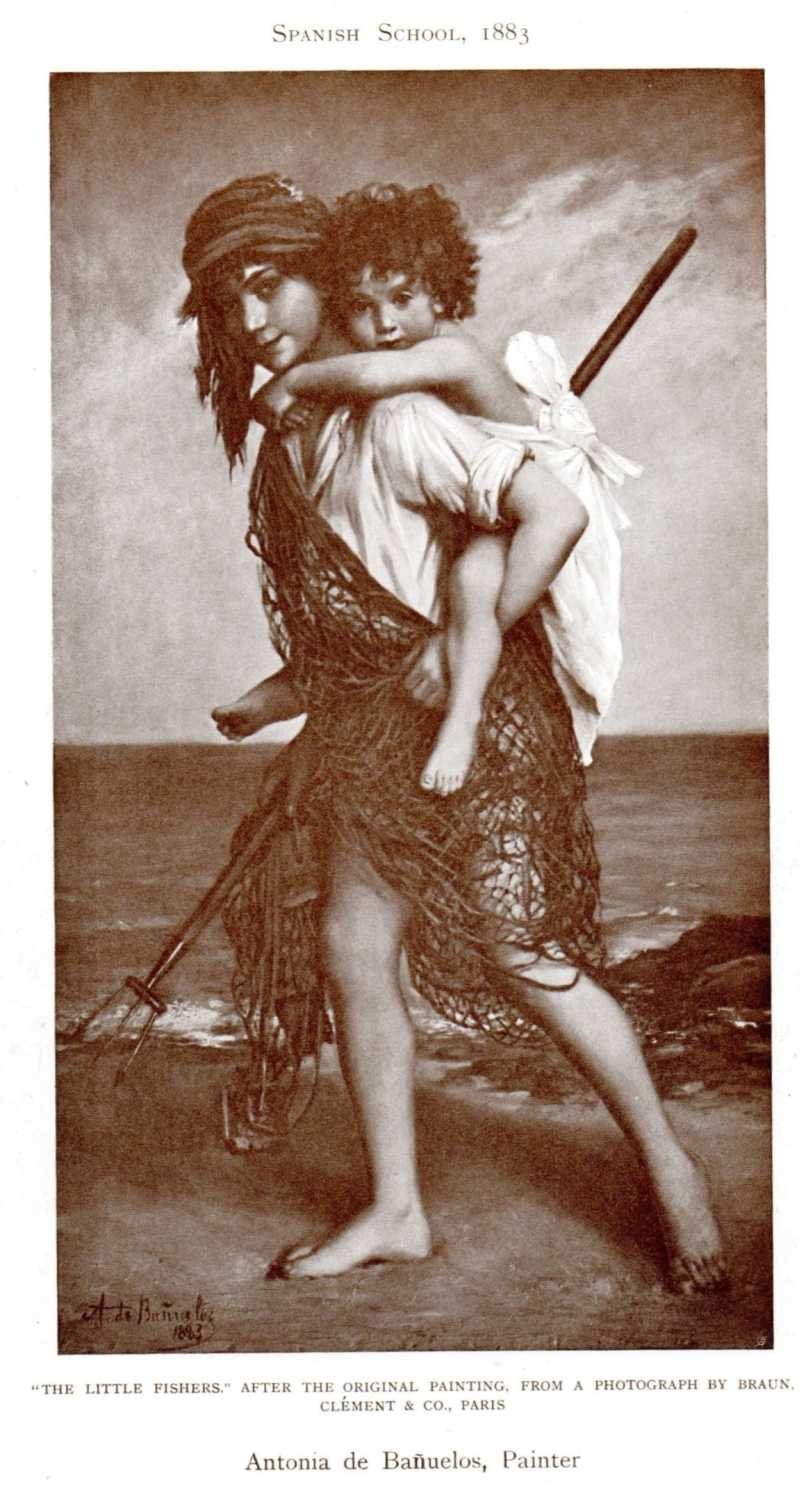
「幼い漁師」 （スパローの著書から）
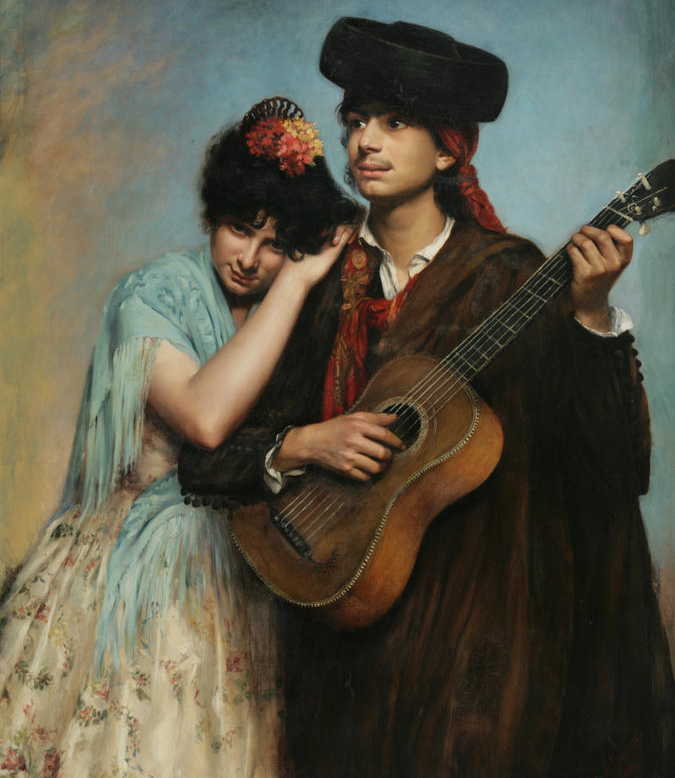
「ギター奏者」(1880)、個人蔵
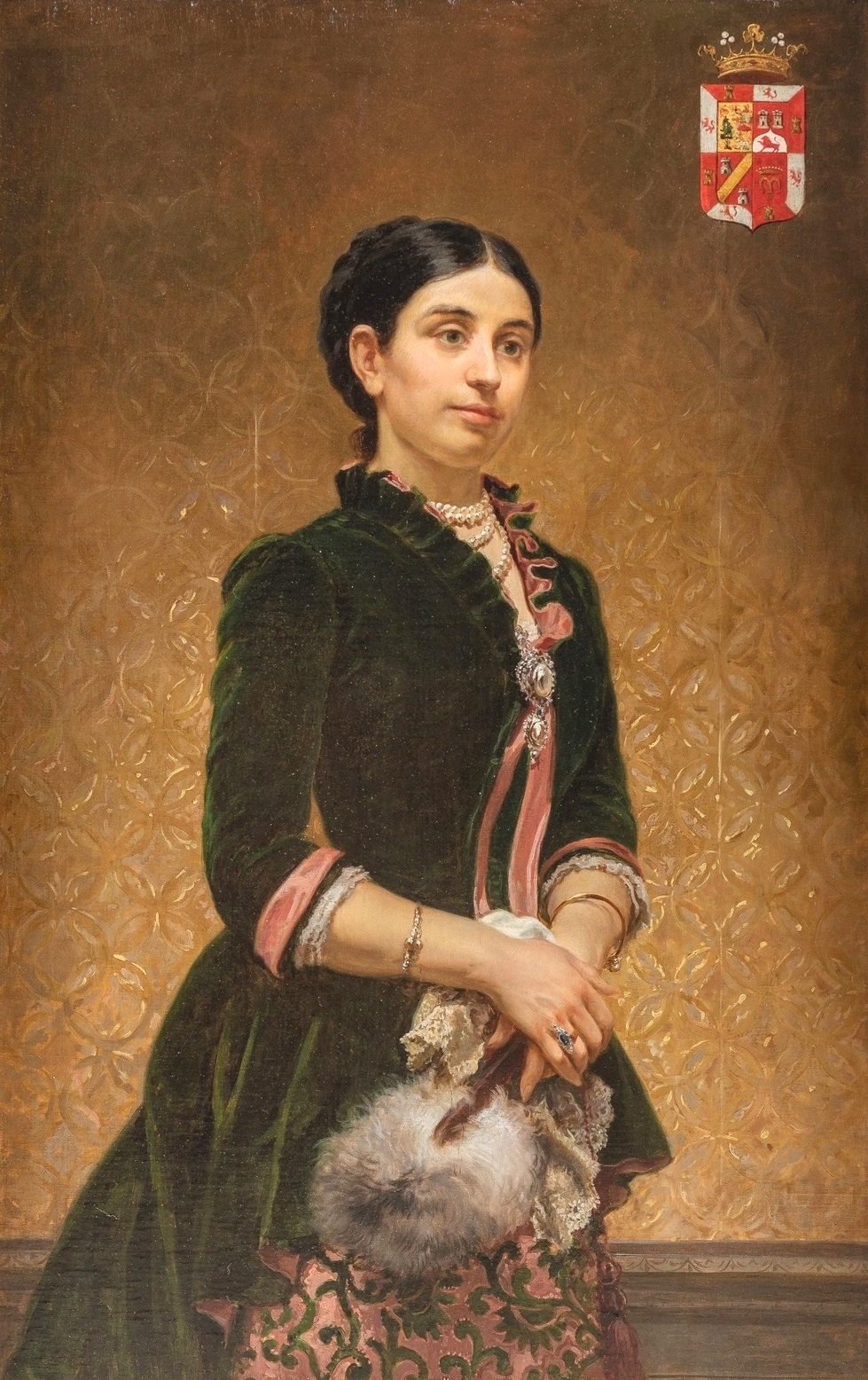
Valladares伯爵夫人の肖像画
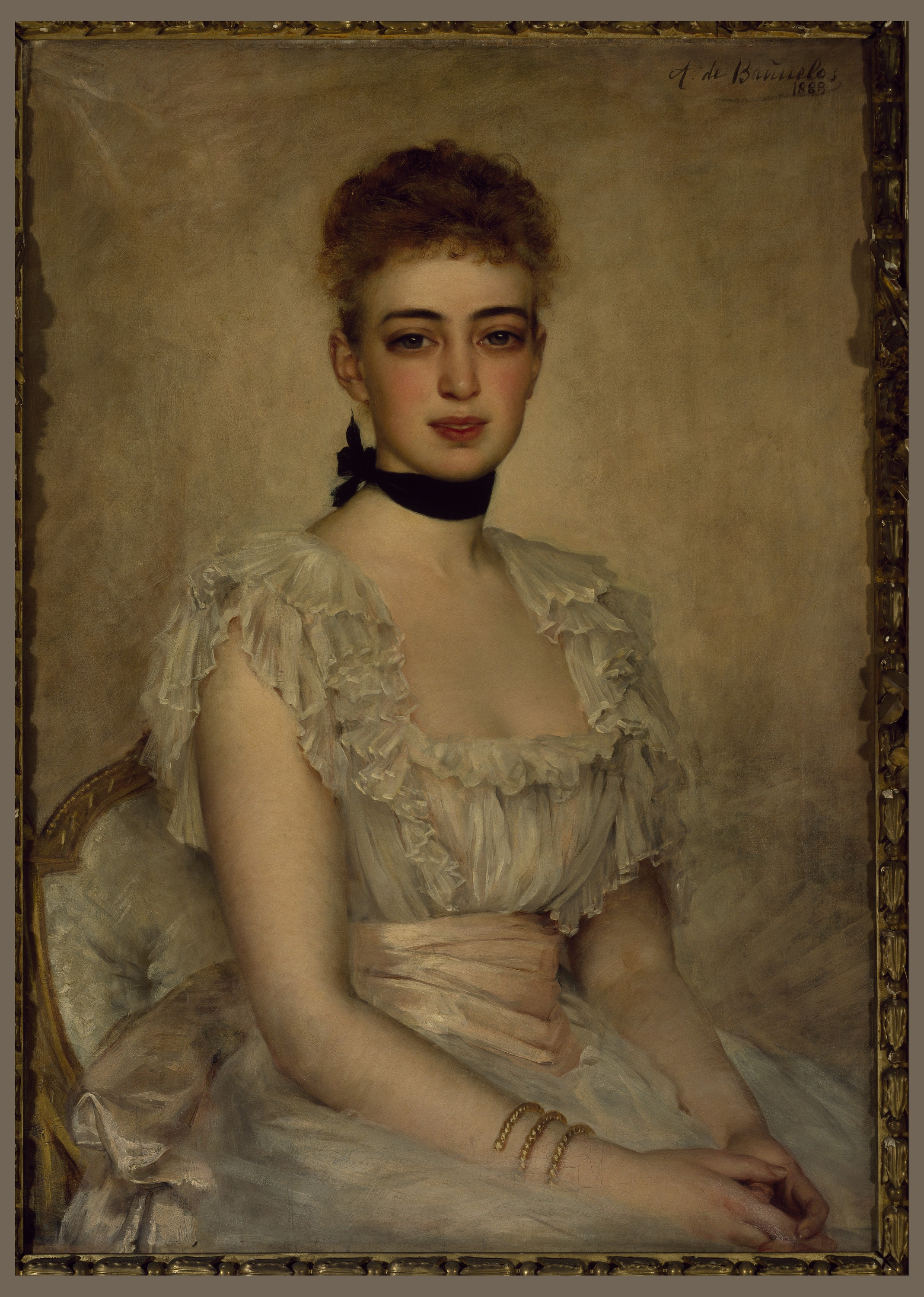
エレナー・ヒューイット（美術収集家）の肖像画 クーパー・ヒューイット国立デザイン博物館